# 1990-maatregel
De 1990-maatregel is een bepaling in de Nederlandse Toeslagenwet (artikel 3), die door middel van een amendement bij de behandeling van het wetsvoorstel tot stand is gekomen. De bepaling stond al bij de inwerkingtreding op 1 januari 1987 in de wet, maar geldt, zoals in het artikel zelf is vermeld, sinds 1990. Daar ontleent de maatregel zijn naam aan.
Door dit amendement bestaat er geen recht op een toeslag volgens de Toeslagenwet als de uitkeringsgerechtigde een gezamenlijke huishouding voert met iemand die geboren is na 31 december 1971 (dus op of na 1 januari 1990 18 jaar is geworden), tenzij tot het huishouden een kind tot de leeftijd van 12 jaar behoort.
De maatregel heeft tot gevolg dat als een kostwinner met een laag inkomen werkloos of arbeidsongeschikt wordt, beiden, om niet onder het sociaal minimum te komen, een beroep moeten doen op de Wet werk en bijstand. Dit betekent dat (ook) de ander sollicitatieplicht heeft. Bovendien is er dan een vermogenstoets.
De bedoeling is om ieder individu te beschouwen als verantwoordelijk voor zijn eigen inkomensvoorziening, en dus ten opzichte van de traditionele situatie dat de man kostwinner is de arbeidsparticipatie van de vrouw te stimuleren, en op de uitkeringslasten te besparen. De situatie dat twee mensen een gezamenlijke huishouding voeren waarbij één kostwinner is en de ander niet werkt is, als er geen jonge kinderen zijn, slechts een mogelijke keuze als de twee vinden dat wat de kostwinner verdient voldoende is voor beiden samen (als de kostwinner voltijds werknemer is verdient hij inderdaad minstens het sociaal minimum voor beide samen). Het is geen recht dat blijft bestaan als de kostwinner niet meer (voldoende) kan werken. De overheid gebruikte de leus: "Een slimme meid is op haar toekomst voorbereid".